# Lampranthus recurvus
Lampranthus recurvus är en isörtsväxtart som först beskrevs av L. Bol., och fick sitt nu gällande namn av Schwant. apud Jacobsen. Lampranthus recurvus ingår i släktet Lampranthus och familjen isörtsväxter. Inga underarter finns listade i Catalogue of Life.